# ريمي أوتليك
ريمي أوتليك (بالفرنسية: Rémi Ochlik) مصور صحفي فرنسي يعمل لصالح لوكالة إي بي 3 برس الفرنسيّة، غطى الكثير من الأحداث في فرنسا والنزاعات والحروب حول العالم، نشرت الصور التي التقطها في مجلات عديدة كمجلة باري ماتش ومجلة التايم وصحيفة وول ستريت جورنال، نال جائزة وورلد برس للعام 2012 عن تغطيته لحرب الأهليّة الليبية، قتل مع الصحفيّة الأمريكية ماري كولفين في 22 شباط عام 2012 خلال قصف الجيش السوري لمدينة حمص أثناء تغطيته تطوّرات الانتفاضة السورية 2011-2012.

## وصلات خارجية
- الموقع الرسمي
- إي بي 3 برس
- إي بي 3 برس: صور ريمي أوتليك
- السيرة الذاتية لريمي أوتليك[وصلة مكسورة]